# Metacentre

Diagrama d'estabilitat del vaixell mostrant amb la nau vertical i escorada a un costat: centre de gravetat (G), centre de flotabilitat (B) i metacentre (M)
Mentre la càrrega d'un vaixell es mantingui estable, G és fixa. Per a angles petits M també pot ser considerat fix, mentre que B es mou quan la nau escora

El metacentre és el punt d'intersecció de les línies de forces ascendents a l'escorar el vaixell un petit angle amb la línia d'equilibri normal. És un punt definit dins l'estudi del comportament dels cossos flotants. Geomètricament, representa el punt al voltant del qual gira la línia d'acció de l'empenyiment hidroestàtic per totes les petites inclinacions.
Per definició, el metacentre (M  φ ) és el centre de curvatura de la projecció en el pla vertical que passa pel centre de massa (G) i perpendicular a l'eix d'inclinació baricèntrica de la trajectòria seguida pel centre de carena (B) durant una inclinació infinitesimal de l'anomenada isocarena.

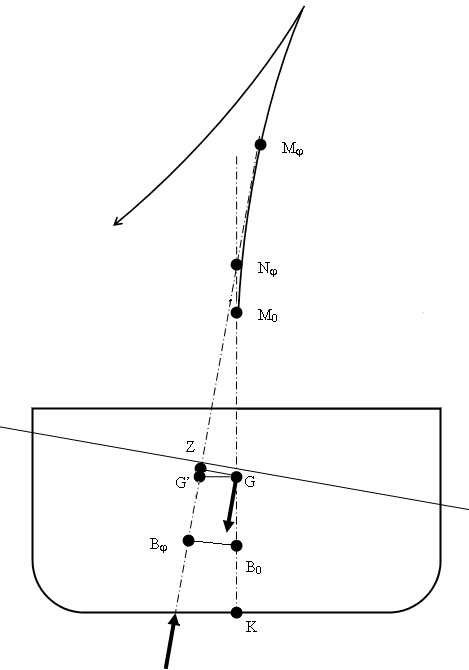
Inicialment el segon moment de l'àrea augmenta a mesura que augmenta la superfície, augmentant la BM, de manera que Mφ es desplaça cap al costat oposat, augmentant així el braç d'estabilitat. Quan la coberta està inundada, el braç d'estabilitat disminueix ràpidament.

Quan un vaixell escora, el centre de flotabilitat de la nau es desplaça lateralment. També pot moure's cap amunt o cap avall respecte a la línia de flotació. El punt en el qual una línia vertical a través del centre de flotabilitat en escora travessa la línia a través del centre de flotabilitat vertical, original, és el metacentre. Per definició, el metacentre queda directament per sobre del centre de flotabilitat.
Al diagrama, les dues B mostren els centres de flotabilitat d'un vaixell en condicions verticals i escorat, i M és el metacentre. El metacentre es considera que es fixa en relació amb la nau per a petits angles de taló; no obstant això, a grans angles de taló, el metacentre ja no es pot considerar fix, i cal trobar la seva ubicació real per calcular l'estabilitat del vaixell. El metacentre es pot calcular mitjançant les fórmules
- {\displaystyle KM=KB+BM}
- {\displaystyle BM={\frac {I}{V}}\ }

On KB és el centre de flotabilitat (alçada per sobre de la quilla), I és el segon moment d'àrea de l'aigua en metres i V és el volum de desplaçament. en metres, KM és la distància entre la quilla i el metacentre.

## Altura metacèntrica

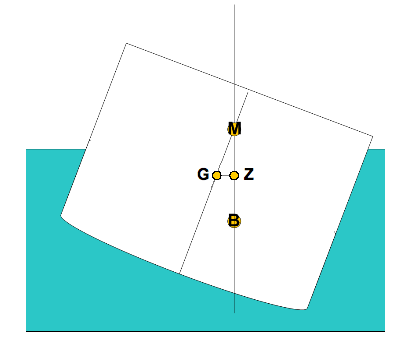
La distància GZ és el braç adreçador: una palanca imaginària a través de la qual actua la força de flotabilitat.

La distància entre el metacentre inicial i el centre de gravetat es defineix com altura metacèntrica  (GM). Deriva del radi metacèntric inicial, tenint en compte les diferents altures del centre de carena i del centre de gravetat:
{\displaystyle GM=Z_{B}+BM-Z_{G}}
Per a inclinacions infinitesimals al voltant de la condició de equilibri estable, el metacentre representa el punt d'intersecció entre la projecció del líder d'empenyiment i el vertical que passa pel centre inicial de la caixa i el centre de massa i generalment s'indica com a  metacentre inicial ( M ).
L'altura metacèntrica( GM ) és una mesura de l'estabilitat estàtica inicial d'un cos flotant. Es defineix com la distància entre el centre de gravetat d'un vaixell i el seu metacentre. Una alçada metacèntrica més gran implica una major estabilitat inicial contra el sotsobre. L'altura metacèntrica també influeix en el natural període de rodatge d'un buc, i s'associen altures metacèntriques molt grans amb períodes de rodatge més curts que resulten incòmodes per als passatgers. Per tant, es considera ideal per als vaixells de passatgers una alçada metacèntrica suficient, però no excessivament alta.

## Història
El concepte de metacentre està estretament lligat al de centre de gravetat, que va ser originalment descobert per Arquimedes de Siracusa, inventor, físic i matemàtic de l'antiga Grècia. Arquimedes va demostrar que el parell que exercien diversos pesos distribuïts sobre una palanca era el mateix que si els movia tots a un punt determinat (el centre de gravetat). En el seu treball sobre el després anomenat principi d'Arquimedes, va demostrar que l'orientació més estable d'un cos surant sobre un lìquid s'obtenia quan el seu centre de gravetat estava el més baix possible, i va definir el concepte de metacentre, que no el nom, en tractar dels cossos submergits en el seu llibre De insidentibus aquae. Liber primus [secundus]. Va trobar la manera de determinar matemàticament el centre de massa d'objectes de densitat uniforme i forma ben definida, particularment: el triangle, la semiesfera, i el paraboloide circular truncat.
Aquesta tradició de la matemàtica grega clàssica només va ser seguida per Papos d'Alexandria; caldria esperar fins al Renaixement, quan es van començar a fer estudis de mecànica estàtica, perquè matemàtics com Guidobaldo del Monte, Francesco Maurolico, Simon Stevin, Luca Valerio, Jean-Charles della Faille, Paul Guldin o John Wallis tornessin a estudiar els problemes que representa el càlcul del centre de massa dels sòlids.
L'inventor del terme “metacentre” fou el científic francès Pierre Bouguer. Els estudis definitius del tema serien les aportacions d'Euler (primera llei) i de Newton (segona llei).

## Propietats generals del metacentre

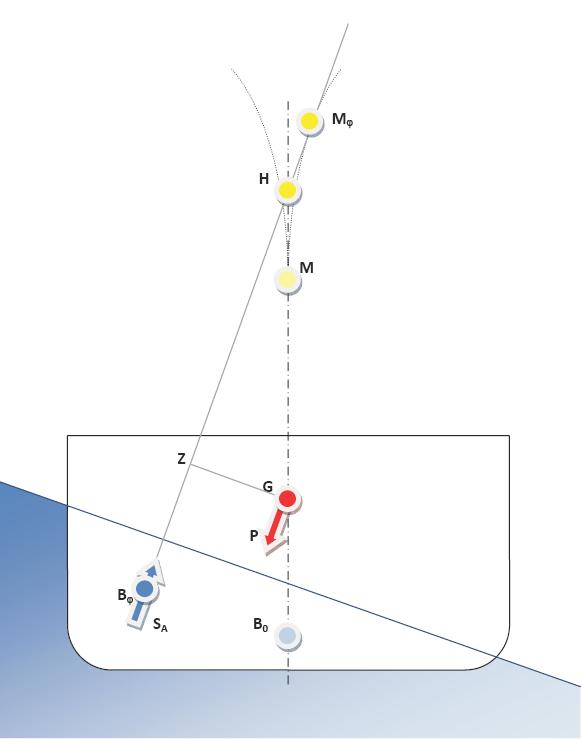
Metacentre, metacentre inicial, pro-metacentre i evoluta metacèntrica en un cos flotant de formes navals.

### Metacentre inicial
Per a inclinacions infinitesimals al voltant de la condició d'equilibri estable, el metacentre es defineix com el punt d'intersecció entre la projecció del punt d'empenyiment i la vertical que passa pel centre de carena inicial i el centre de massa i generalment rep el nom de metacentre inicial ( M ).

### Prometacentre
Per a totes les inclinacions finites, en general el metacentre ja no pertany a la vertical inicial i, llavors, el punt d'intersecció entre el nou punt d'empenyiment i la vertical que passa pel nou centre de carena s'anomena prometacentre (H).

### Evoluta metacèntrica
El lloc geomètric dels punts descrits pel metacentre durant una variació finita de d'inclinació s'anomena evoluta metacèntrica. El metacentre evoluciona, resultant generalment en branques simètriques respecte dels possibles eixos de simetria del cos flotant, amb un punt singular en relació al metacentre inicial.

### Radi metacèntric
La distància entre el metacentre i el centre de la nau es defineix com a radi metacèntric (' B >  M  φ  ) i representa el radi de curvatura de la projecció de la trajectòria del centre del buc. El radi metacèntric és proporcionat per la relació entre el moment d'inèrcia de la figura flotant respecte a l'eix d'inclinació i el volum de la nau:
{\displaystyle BM_{\phi }={\frac {I_{\phi }}{\mathcal {\displaystyle \mathbf {\nabla } }}}\ }
Segons aquesta definició, el radi metacèntric té mínims i màxims en els  eixos principals d'inèrcia de la figura de flotabilitat.

### Zona metacentre
Quan el metacentre no es refereix a tota la caixa i al seu centre, sinó a una zona ''''tancada entre dos  plans flotants paral·lels en relació al centre de zona, s'anomena metacentre de zona  ( 'M  ∇z ' ).

## Correlació entre el metacentre i l'estabilitat inicial
L'alçada metacèntrica representa el paràmetre fonamental per a la definició de l'estabilitat inicial del cos flotant. Si considerem un taló infinitesimal que parteix de la condició d'equilibri i, per tant, una rotació infinitesimal del centre del buc al voltant del metacentre inicial, el braç (també infinitesimal) entre la força de pes i l'empenyiment mitjà resulta igual a:
{\displaystyle GZ=GMddfi}
La positivitat de l'alçada metacèntrica és, doncs, una condició necessària perquè el moment generat pel parell de forces sigui també positiu i, per tant, torni a la posició inicial (a la vertical), oposant-se a la força que genera el taló del cos flotant.
| Paràmetres inicials d'estabilitat per a un cos flotant | Paràmetres inicials d'estabilitat per a un cos flotant |
| ------------------------------------------------------ | ------------------------------------------------------ |
| GM > 0                                                 | equilibri estable                                      |
| GM = 0                                                 | equilibri indiferent                                   |
| GM < 0                                                 | equilibri inestable                                    |